# Vetle Eck Aga
Vetle Eck Aga (* 4. Oktober 1993 in Bodø) ist ein norwegischer Handballspieler.

## Karriere

### Verein
Vetle Eck Aga lernte das Handballspielen beim Bodø HK, mit dem er in der Saison 2016/17 am EHF-Pokal teilnahm. 2017 wechselte der 1,93 m große Rückraumspieler, der vor allem in der Defensive seine Stärke hat, in die erste schwedische Liga zu IK Sävehof. Mit Sävehof gewann er 2021 die Handbollsligan und 2022 den schwedischen Pokal. Seit Sommer 2022 steht er beim ambitionierten norwegischen Verein Kolstad IL unter Vertrag. Mit Kolstad gewann er 2023 die norwegische Meisterschaft und den norwegischen Pokal.

### Nationalmannschaft
In der norwegischen Nationalmannschaft debütierte Eck Aga am 5. Januar 2021 bei der 25:33-Niederlage gegen Belarus in Minsk. Er stand im Aufgebot für die Europameisterschaft 2022. Mit Norwegen nahm er an den Olympischen Spielen in Paris teil. Bei der Weltmeisterschaft 2025 bestritt er fünf Spiele und erreichte mit der Auswahl den 10. Platz.